# Universiteit van Milaan-Bicocca
De Universiteit van Milaan-Bicocca (Italiaans: Università degli Studi di Milano-Bicocca, UNIMIB) is een openbare universiteit in Milaan, Italië. De universiteit werd opgericht in 1998.

## Campus
De Universiteit van Milaan-Bicocca ligt in een gebied aan de noordelijke rand van Milaan, dat tot eind jaren tachtig werd gebruikt voor het industriële complex van Pirelli. Het industriële gebied is door architect Vittorio Gregotti opnieuw ontworpen tot een stedelijk complex, inclusief de onderzoekslaboratoria en studentenwoningen van de Universiteit van Milaan-Bicocca.

## Geschiedenis
De Universiteit van Milaan-Bicocca vindt zijn oorsprong in de splitsing van de Universiteit van Milaan, die met ongeveer 90.000 studenten in de jaren negentig overvol raakte. Als locatie voor de nieuwe universiteit werd een groot gebied in het noorden van Milaan, de Bicocca, gekozen. Dit gebied werd tot de jaren tachtig gebruikt door het industriële complex Pirelli en de nieuwe campus maakte deel uit van een groter stadsvernieuwingsproject. De universiteit werd officieel opgericht op 10 juni 1998.
Milaan-Bicocca is een multidisciplinaire universiteit die een breed scala aan academische programma's aanbiedt op verschillende disciplinaire gebieden: economie, statistiek, rechten, onderwijs, sociologie, geneeskunde, wiskunde, natuurwetenschappen, natuurkunde en astrofysica, scheikunde, computerwetenschappen, biotechnologie en psychologie.
Het aantal studenten aan de universiteit is sinds de opening gestaag gegroeid: in het eerste academisch jaar waren er 15.300 studenten, in 2003-2004 was dat gestegen tot 27.481 en in 2005-2006 waren dat er ruim 30.000. In 2023 bedraagt het aantal studenten bijna 40.000.